# Symfonie nr. 2 (Kaipainen)
Jouni Kaipainen componeerde zijn Symfonie nr 2. opus 44 in 1994. In tegenstelling tot zijn eerste 1e symfonie is hier de invloed van Aulis Sallinen duidelijk aanwezig. 

## De Compositie
Deze symfonie bestaat uit 2 delen:
1. Andante – Allegro ardente;
2. Adagio – Vivace.

De symfonie neigt veel meer naar de klassieke symfonie en kan worden beschouwd als een hommage aan Jean Sibelius en met name aan zijn 5e symfonie. Donkere klanken overheersen de start van de symfonie en verdwijnen niet uit het klankbeeld. Ook de in zijn overige composities aanwezige ritmiek is hier veel minder aanwezig. Je kunt er echter geen moment omheen; het is een symfonie die hoort in de moderne klassieke muziek.
De première vond plaats op 7 april 1994 door het Fins Radio Symfonie Orkest o.l.v. Sakari Oramo, die het werk ook vastlegde.

## Bron en discografie
Uitgave Ondine 855 door Sakari Oramo met het Fins Radiosymfonieorkest.